# Silverstoneia minima
Silverstoneia minima es una especie de anfibio anuro de la familia Dendrobatidae.

## Distribución geográfica
Esta especie es endémica del departamento del Chocó en Colombia. Se encuentra entre los 300 y 1070 m sobre el nivel del mar en la Serranía del Baudó.

## Descripción
Los machos miden de 15 a 17 mm y las hembras de 16 a 18 mm.

## Publicación original
- Grant & Myers, 2013: Review of the frog genus Silverstoneia, with descriptions of five new species from the Colombian Chocó (Dendrobatidae, Colostethinae). American Museum novitates, n.º 3784, p. 1-58[3]